# Céline Burkart
Céline Burkart (* 25. April 1995 in Abtwil, Aargau) ist eine Schweizer Badmintonspielerin.

## Karriere
Burkart begann mit acht Jahren damit beim BC Hünenberg Badminton zu trainieren. Ihr internationales Debüt bei Juniorenwettkämpfen gab sie bei den Slovenian Juniors 2011, bei denen sie sich an der Seite von Simone von Rotz im Doppel durchsetzen konnte. Bei den Schweizer Juniorenmeisterschaften 2013 konnte sie mit Joel König im Gemischten Doppel und im Damendoppel mit von Rotz gewinnen. 2014 wiederholte Burkart den Erfolg und erspielte erneut zwei Titel bei den Juniorenmeisterschaften. Des Weiteren zog sie bei den Slovak International 2014 erstmals in ein Endspiel bei einem internationalen Turnier der BWF im Erwachsenenbereich ein. Im gleichen Jahr wurde sie in die schweizerische Nationalmannschaft aufgenommen, nachdem sie bereits Teil der Nachwuchskader gewesen war und wechselte zum BV St. Gallen-Appenzell, um in der Nationalliga A, der höchsten Schweizer Liga anzutreten. Ein Jahr später zog Burkart nach Bern, um am Leistungsstützpunkt trainieren zu können, erreichte bei den Iceland International 2015 das Podium und vertrat die Schweiz bei den Europaspielen 2015 in Baku. 2016 wurde Burkart bei den Greece International zwei Mal Dritte und konnte gemeinsam mit Oliver Schaller mit den Swiss International 2016 ihren ersten internationalen Titel gewinnen. In der Nationalliga A gewann sie mit ihrer Mannschaft den Meistertitel. Im Folgejahr triumphierte sie zum ersten Mal bei den Schweizer Badmintonmeisterschaften im Mixed bevor sie nach Ende der Saison zum Aufsteiger Union Tafers-Fribourg wechselte. 2018 landete Burkart bei den Portugal International auf dem dritten Platz und siegte bei den Egypt International. Daneben konnte sie bei der nationalen Meisterschaften mit den Geschwistern Nicole und Oliver Schaller jeweils gewinnen, 2019 ihren Titel im Gemischten Doppel verteidigen und erneut ihr Land bei den Europaspielen repräsentieren. Ende des Jahres kündigte Burkart an sich aus dem Nationalteam und von internationalen Wettkämpfen zurückzuziehen. 2020 gewann sie zum vierten Mal in Folge die Schweizer Meisterschaft im Mixed. Im folgenden Jahr trat sie mit Mathias Bonny bei der nationalen Meisterschaft an. Mit ihrem neuen Spielpartner gelang es ihr, zum sechsten Mal den Titel zu gewinnen.

## Sportliche Erfolge
| Jahr | Veranstaltung                        | Platz | Disziplin   | Spielpartner            |
| ---- | ------------------------------------ | ----- | ----------- | ----------------------- |
| 2011 | Slovenian Juniors 2011               | 1.    | Damendoppel | Simone von Rotz         |
| 2013 | Schweizer Juniorenmeisterschaft 2013 | 1.    | Damendoppel | Simone von Rotz         |
| 2013 | Schweizer Juniorenmeisterschaft 2013 | 1.    | Mixed       | Joel König              |
| 2014 | Schweizer Juniorenmeisterschaft 2014 | 1.    | Damendoppel | Michelle Schär          |
| 2014 | Schweizer Juniorenmeisterschaft 2014 | 1.    | Mixed       | Joel König              |
| 2014 | Slovak International 2014            | 2.    | Mixed       | Oliver Schaller         |
| 2015 | Iceland International 2015           | 3.    | Mixed       | Oliver Schaller         |
| 2015 | Schweizer Meisterschaft 2015         | 3.    | Mixed       | Oliver Schaller         |
| 2016 | Nationalliga A                       | 1.    | Mannschaft  | BV St. Gallen-Appenzell |
| 2016 | Greece Open 2016                     | 3.    | Damendoppel | Tiffany Girona          |
| 2016 | Greece Open 2016                     | 3.    | Mixed       | Oliver Schaller         |
| 2016 | Swiss International 2016             | 1.    | Mixed       | Oliver Schaller         |
| 2016 | Schweizer Meisterschaft 2016         | 2.    | Mixed       | Oliver Schaller         |
| 2017 | Schweizer Meisterschaft 2017         | 1.    | Mixed       | Oliver Schaller         |
| 2018 | Portugal International 2018          | 3.    | Damendoppel | Jenjira Stadelmann      |
| 2018 | Egypt International 2018             | 1.    | Mixed       | Oliver Schaller         |
| 2018 | Schweizer Meisterschaft 2018         | 1.    | Damendoppel | Nicole Schaller         |
| 2018 | Schweizer Meisterschaft 2018         | 1.    | Mixed       | Oliver Schaller         |
| 2019 | Schweizer Meisterschaft 2019         | 2.    | Damendoppel | Nicole Schaller         |
| 2019 | Schweizer Meisterschaft 2019         | 1.    | Mixed       | Oliver Schaller         |
| 2020 | Schweizer Meisterschaft 2020         | 2.    | Damendoppel | Nicole Schaller         |
| 2020 | Schweizer Meisterschaft 2020         | 1.    | Mixed       | Oliver Schaller         |
| 2021 | Schweizer Meisterschaft 2021         | 1.    | Mixed       | Mathias Bonny           |